# Hôtel de la Cour de Londres
L'hôtel de la Cour de Londres est un ancien hôtel particulier situé en Belgique à Liège, au no 40 de la rue Hors-Château.

## Historique et origine du nom
La construction de l'hôtel de la cour de Londres a été réalisée pendant le troisième quart du XVIIIe siècle.

## Situation
Cet ancien hôtel de maître se situe au no 40 de la rue Hors-Château, artère au riche patrimoine architectural du centre de la ville de Liège. L'immeuble est situé à proximité de la fontaine Saint-Jean-Baptiste.

## Description
Ce bâtiment symétrique construit en brique et pierre calcaire compte cinq travées et trois niveaux (deux étages) avec baies vitrées à hauteur dégressive par niveaux. Le soubassement est en pierre calcaire. La travée centrale est en léger ressaut. Elle possède un portail à arc en anse de panier. Sa clé de voûte est ornée par une sculpture florale en relief. Le portail d'entrée est surmonté d'un petit balcon avec garde-corps en fer forgé aux lignes courbes garnies de quelques feuilles éparses. Toutes les linteaux sont bombés et possèdent une sculpture aux motifs végétaux en clé de voûte. Les baies du second étage possèdent aussi de petits garde-corps en ferronnerie.

## Classement
La façade de l'hôtel de la Cour de Londres est classée au Patrimoine immobilier de la Région wallonne en 1950.